# Borroloola
Borroloola es un pueblo en el Territorio del Norte de Australia. Está ubicado sobre el río McArthur, a unos 50 kilómetros río arriba del Golfo de Carpentaria. Según en censo de 2011, Borroloola tenía una población de 926 habitantes.

## Ubicación
Borroloola está ubicada en el territorio tradicional del pueblo yanyuwa, en la llanura costera entre las Mesetas de Barkly y el Golfo de Carpentaria. Los ríos que corren desde el escarpe de las mesetas hasta el golfo producen inundaciones regulares en la temporada de lluvias, haciendo que el paso por la sección no sellada de la Carretera 1 a lo largo de la planicie costera de Queensland sea imposible. Los ríos de esta región han cavado espectaculares desfiladeros a lo largo de depósitos de arenisca en sus secciones superiores. Los ríos y las regiones costeras son el hogar del barramundi, lo que le ha valido a Borroloola una buena reputación entre los pescadores deportivos, y el mortal cocodrilo de agua salada. La región recibe muy poca lluvia entre mayo y septiembre, y se caracteriza por estar cubierta de pastos de sabana con pocos árboles.

## Clima
Borroloola tiene un clima tropical seco con las tres estaciones del Territorio del Norte bien marcadas: la temporada de lluvias, la temporada seca y la temporada de acumulación. Las temperaturas extremas han oscilado entre los 43,9 °C y los 0,4 °C.
| Parámetros climáticos promedio de Borroloola | Parámetros climáticos promedio de Borroloola | Parámetros climáticos promedio de Borroloola | Parámetros climáticos promedio de Borroloola | Parámetros climáticos promedio de Borroloola | Parámetros climáticos promedio de Borroloola | Parámetros climáticos promedio de Borroloola | Parámetros climáticos promedio de Borroloola | Parámetros climáticos promedio de Borroloola | Parámetros climáticos promedio de Borroloola | Parámetros climáticos promedio de Borroloola | Parámetros climáticos promedio de Borroloola | Parámetros climáticos promedio de Borroloola | Parámetros climáticos promedio de Borroloola |
| Mes                                          | Ene.                                         | Feb.                                         | Mar.                                         | Abr.                                         | May.                                         | Jun.                                         | Jul.                                         | Ago.                                         | Sep.                                         | Oct.                                         | Nov.                                         | Dic.                                         | Anual                                        |
| -------------------------------------------- | -------------------------------------------- | -------------------------------------------- | -------------------------------------------- | -------------------------------------------- | -------------------------------------------- | -------------------------------------------- | -------------------------------------------- | -------------------------------------------- | -------------------------------------------- | -------------------------------------------- | -------------------------------------------- | -------------------------------------------- | -------------------------------------------- |
| Temp. máx. abs. (°C)                         | 42.3                                         | 42.7                                         | 38.8                                         | 38.8                                         | 40.3                                         | 35.3                                         | 36.1                                         | 37.3                                         | 40.5                                         | 43.0                                         | 43.9                                         | 43.3                                         | '                                            |
| Temp. máx. media (°C)                        | 34.2                                         | 33.9                                         | 33.3                                         | 33.7                                         | 32.2                                         | 30.0                                         | 30.1                                         | 31.9                                         | 34.9                                         | 36.6                                         | 37.2                                         | 36.3                                         | 33.7                                         |
| Temp. mín. media (°C)                        | 24.8                                         | 24.6                                         | 23.3                                         | 20.2                                         | 15.6                                         | 12.6                                         | 11.9                                         | 13.7                                         | 17.7                                         | 21.5                                         | 23.8                                         | 25.2                                         | 19.6                                         |
| Temp. mín. abs. (°C)                         | 19.1                                         | 19.2                                         | 14.9                                         | 9.0                                          | 5.4                                          | 2.7                                          | 0.4                                          | 5.1                                          | 7.8                                          | 13.3                                         | 13.2                                         | 18.3                                         | '                                            |
| Lluvias (mm)                                 | 192.8                                        | 213.1                                        | 180.1                                        | 75.9                                         | 4.7                                          | 2.2                                          | 0.5                                          | 0.7                                          | 2.4                                          | 15.7                                         | 77.2                                         | 143.9                                        | 946.0                                        |
| Días de lluvias (≥ )                         | 14.2                                         | 13.6                                         | 13.6                                         | 5.4                                          | 1.4                                          | 1.4                                          | 1.4                                          | 1.3                                          | 0.4                                          | 1.9                                          | 5.9                                          | 11.2                                         | 71.6                                         |
| Fuente:                                      |                                              |                                              |                                              |                                              |                                              |                                              |                                              |                                              |                                              |                                              |                                              |                                              |                                              |

## Historia
El "Sendero de la Costa" sigue la ruta utilizada por arreadores de ganado de finales del siglo XIX para trasladar animales desde el noroeste de Queensland para llenar las nuevas estaciones del Territorio del Norte y Kimberley. Los arreadores seguían un camino aborigen bien conocido. Tony Roberts (2005) escribió la conmovedora y bien documentada historia de la región, en la cual las tribus locales pasaron de casi una total aislación de los australianos europeos en 1870, a a una colección decimada de grupos derrotados y desplazados en el transcurso de tan solo una sola década. Tribus completas como los wilangarra, incluyendo a mujeres, niños y bebés fueron masacrados, y la mayoría de los hombres adultos fueron matados por la policía, fuerzas cuasi-policiales, y vaqueros y ganaderos que estuvieron involucrados en ese negocio durante esa época.
En los idiomas aborígenes locales de yanyuwa, garrwa, marra, gudanji y binbingka, Borroloola se escribe Burrulula. El nombre deriva del nombre dado a una pequeña laguna ubicada al este del actual parqueo de casas rodante. El nombre en sí no tiene ningún significado específico otro que el del nombre de la laguna y está asociado con el Canguro de las Colinas. Fue en este lugar que Ser Ancestral Canguro de las Colinas (Nangurrbuwala) bailaba sus ceremonias. Se dice que los eucaliptos de tronco blanco en el área son las decoraciones de su cuerpo que se desprendían de él mismo mientras bailaba. Otros nombres aborígenes en la zona de Borroloola son Wurrarawala (), una colina asociada con la espina del Ancestro Canguro de la Colina; Bunubunu (Rocky Creek), un arroyo asociado con el Ancestro Serpiente; Warralungku y Mabunji, una serie de rocas específicas en el Cruce del río McArthur que llevan la impresión de la cola y los pies del Canguro de la Colina. La región de Borroloola pertenece a miembros del clan Rrumburriya. (véase también "Forget About Flinders" Un Atlas Yanyuwa del suroeste del Golfo de Carpentaria (2002) por familias Yanyuwa, John Bradley y Nona Cameron. J.M. McGregor Publishers. Queensland).

## La comunidad
El club de pesca King Ash Bay está ubicado sobre el río McArthur a unos 40 km río abajo (noreste) desde Borrooloola, a tan solo un poco más de 40 kilómetros del pueblo por tierra. Su rampa para botes provee acceso a las vías navegables y bordeadas de mangales del estuario del McArthur y el Grupo de Islas Sir Edward Pellew en el Golfo de Carpentaria. La cuasi autónoma aldea alberga a una pequeña población permanente durante la temporada de lluvias, pero la población se incrementa sustancialmente cuando turistas, por lo general personas retiradas y semirretiradas, llegan en abril y mayo para disfrutar del clima templado de la temporada seca. El Fishing Classic Competition, una competencia de pesca que se lleva a cabo el fin de semana de Pascua todos los años (siempre y cuando el clima y los caminos de acceso lo permitan), marca el fin de la temporada de lluvias.
El Borroloola Community Education Centre (CEC) cuenta con una escuela preprimaria, primaria y secundaria. El Borroloola CEC tiene una plantilla combinada de más de 25 personas. Su personal está compuesto más que todo por profesores de otros estados y asistentes aborígenes locales. El CEC cuenta con una asistencia promedio de 100 estudiantes, pero tiene muchos más registrados. Dos de los problemas que aquejan a la escuela son la intermitente asistencia de sus estudiantes y muchos abandonos por parte de los empleados. El director actual es Paul Newman, quien asumió el cargo en 2011.

## Aeropuerto de Borroloola
El Aeropuerto de Borroloola está ubicado a unos 55 pies sobre el nivel del mar y tiene una pista de 1149 metros de largo. El aeropuerto puede llegar a tener mucha actividad durante el día y unos cuantos vuelos ocasionales durante la noche. Dos aviones Cessna de un solo motor se encuentran estacionados en todo momento en el aeropuerto. Uno de ellos es de Katherine Aviation y el otro de Chartair. Ambos proveen servicios de vuelos chárter a pueblos y comunidades de la región tales como Robinson River, la Mina del Río McArthur y Katherine. El aeropuerto cuenta con servicios de reabastecimiento de combustible tanto para Avgas como Avtur y áreas de parqueo limitadas. La pista es iluminada de noche por luces que funcionan con energía solar.

## Mina de zinc del río McArthur
La mina de zinc del río McArthur es una mina de zinc, plomo y plata ubicada a unos 70 km al suroeste de Borroloola operada por McArhtur River Mining (MRM), la cual es propiedad de la empresa minera suiza Xstrata. En octubre de 2006, MRM recibió la aprobación del gobierno del Territorio del Norte para expandir la mina e incluir una excavación a rajo abierto. La expansión incluirá el desvío de una parte del río McArthur. Algunos pueblos aborígenes, principalmente los yanyuwa de agua salada que viven en el Grupo de Islas de Pellew protestaron la expansión citando preocupaciones medioambientales.
En abril de 2007, la Corte Suprema del Territorio descubrió que el proceso de aprobación de la expansión de la mina era inválida debido a que el ministro de Minas del Territorio, Chris Natt, no siguió el proceso adecuado. Días después del fallo de la Corte Suprema, el gobierno de Clare Martin apresuró una legislación para saltar esta objeción y asegurarse que la operación minera continuase. Varios miembros aborígenes del parlamento del territorio, incluyendo a una mujer yanyuwa, Barbara McCarthy, se opusieron a esta legislación enmendada, pero la mayoría de los otros miembros, incluyendo a figuras de la oposición, votaron a favor. Los Dueños Tradicionales de Borroloola (bajo los auspicios del Consejo de la Tierra del Norte) interpusieron una nueva objeción ante la Corte Federal en Darwin, la cual fue escuchada a finales de julio de 2007. La objeción en contra del en ese entonces Ministro de Medio Ambiente del gobierno federal (Ian Campbell) argumentaba que el senador Campbell no había seguido el proceso correcto para dar el visto bueno a la aprobación de la expansión de la mina por parte del gobierno del Territorio. El magistrado Mansfield hizo públicas sus conclusiones en junio de 2008, indicando que en líneas generales no habían existido irregularidaes en el proceso de aprobación de las operaciones mineras. Los dueños tradicionales han considerado realizar una campaña política o una apelación ante la Corte Federal. La mina de diamantes de Merlin, adyacente a la mina del río McArthur, ha resumido sus operaciones luego de un periodo de inactividad.